# Voo de Alcock e Brown

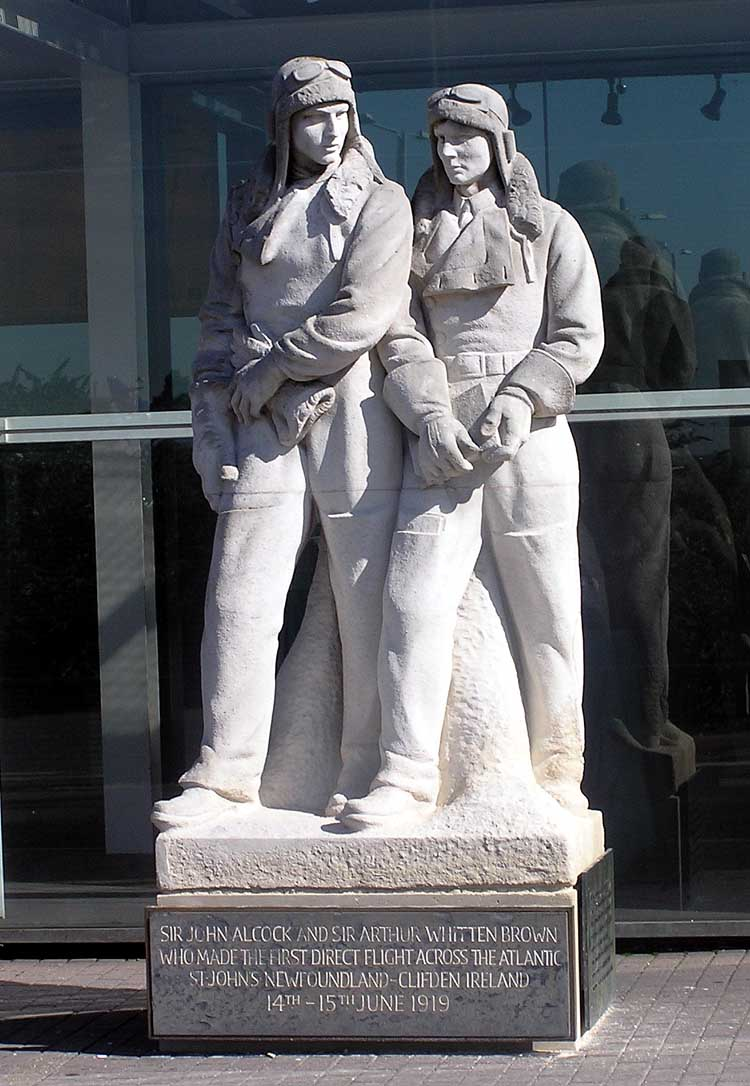
Estátua de John Alcock e Arthur Whitten Brown no Aeroporto de Heathrow em Londres

O voo de Alcock e Brown foi o primeiro voo transatlântico, non-stop ou sem paragens, da história da aviação, realizado em Junho de 1919.
Dois britânicos, John Alcock e Arthur Whitten Brown, fizeram esta celebrizada primeira travessia transatlântica, desta feita, sem paragens. Eles partiram de St. John's, Terra Nova e Labrador, Canadá, para Clifden, Irlanda. O voo percorreu 3 138 km, e durou cerca de 12 horas. Foram premiados com 50 mil dólares.
Alguns meses antes, no mesmo ano de 1919 o voo Curtiss NC-4 logrou completar um primeiro voo transatlântico, mas com paragens que incluíram os Açores e chegada a Lisboa.

## Antecedentes
John Alcock nasceu em 1892 em Basford House em Seymour Grove, Firswood, Manchester, Inglaterra. Conhecido por sua família e amigos como "Jack", ele se interessou por voar aos dezessete anos e obteve sua licença de piloto em novembro de 1912. Alcock era um concorrente regular em competições de aeronaves em Hendon em 1913-14. Ele se tornou um piloto militar durante a Primeira Guerra Mundial e foi feito prisioneiro na Turquia depois que os motores de seu bombardeiro Handley Page falharam sobre o Golfo de Xeros. Após a guerra, Alcock queria continuar sua carreira de piloto e aceitou o desafio de tentar ser o primeiro a voar diretamente através do Atlântico.
Arthur Whitten Brown nasceu em Glasgow, Escócia, em 1886 e pouco depois a família mudou-se para Manchester. Conhecido por sua família e amigos como "Teddie", ele começou sua carreira na engenharia antes da eclosão da Primeira Guerra Mundial.
Em abril de 1913, o jornal londrino Daily Mail ofereceu um prêmio de £ 10 000 para:
| “ | o aviador que primeiro cruzar o Atlântico em um avião em voo de qualquer ponto nos Estados Unidos da América, Canadá ou Terra Nova para qualquer ponto na Grã-Bretanha ou Irlanda em 72 horas contínuas. | ” |

A competição foi suspensa com a eclosão da guerra em 1914, mas reaberta depois que o Armistício foi declarado em 1918.
Brown tornou-se prisioneiro de guerra depois de ser abatido sobrevoando a Alemanha. Alcock também foi preso e resolveu voar pelo Atlântico um dia. À medida que Brown continuava desenvolvendo suas habilidades de navegação aérea, Alcock abordou a empresa de engenharia e aviação Vickers em Weybridge, que havia considerado inscrever seu bombardeiro bimotor Vickers Vimy IV na competição, mas ainda não havia encontrado um piloto. O Vimy foi originalmente fabricado em Vickers em Crayford, os primeiros doze sendo fabricados lá e testados no aeródromo Joyce Green, Dartford. Foi um grande inconveniente ter que desmontar a aeronave para movê-la para Joyce Green, então a produção foi transferida para Weybridge. O décimo terceiro Vimy montado foi o usado para a travessia transatlântica. Alcock disse que 13 era seu número da sorte. Sir Henry Norman se envolveu no planejamento detalhado de um voo transatlântico proposto usando o F.B.27. Este planejamento incluiu a rota a ser voada e, claro, as instalações do hangar e o fornecimento de combustível necessário para a preparação da aeronave em Newfoundland.
O entusiasmo de Alcock impressionou a equipe dos Vickers e ele foi nomeado piloto. O trabalho começou na conversão do Vimy para o voo longo, substituindo os racks de bombas por tanques de gasolina extras. Pouco depois, Brown, que estava desempregado, abordou Vickers em busca de um posto e seu conhecimento de navegação de longa distância os convenceu a contratá-lo como navegador de Alcock.